# I Saw What You Did (1965)
I Saw What You Did (bra: Eu Vi o Que Você Fez) é um filme estadunidense de 1965, dos gêneros terror, slasher e suspense, dirigido por William Castle, estrelado por Joan Crawford, e co-estrelado por John Ireland e Leif Erickson. O roteiro de William P. McGivern foi baseado no romance "Out of the Dark" (1964), de Ursula Curtiss.

## Sinopse
Quando as amigas adolescentes Libby Mannering (Andi Garrett) e Kit Austin (Sara Lane) estão sozinhas em casa com a irmã mais nova de Libby, Tess (Sharyl Locke), elas se divertem discando números aleatórios de telefone, fazendo pegadinhas, e dizendo a quem atender: "Eu vi o que você fez, e sei quem você é". Libby acaba ligando para Steve Marak (John Ireland), um homem que havia acabado de assassinar sua esposa Judith (Joyce Meadows) e se livrar de seu corpo na floresta. Acreditando ter sido descoberto, Marak começa a tentar rastrear a pessoa que ligou para silenciá-la de vez. A vizinha de Marak, Amy (Joan Crawford), que é apaixonada por ele e tem tentado afastá-lo de sua esposa, escuta na linha enquanto Marak fala com Libby. Pensando que a menina é a amante de Marak, Amy também começa a persegui-la.

## Elenco
- Joan Crawford como Amy Nelson
- John Ireland como Steve Marak
- Leif Erickson como Dave Mannering
- Sara Lane como Kit Austin
- Andi Garrett como Libby Mannering
- Sharyl Locke como Tess Mannering
- Patricia Breslin como Ellie Mannering
- John Archer como John Austin
- John Crawford como Policial Estadual
- Joyce Meadows como Judith Marak

## Produção
Os anúncios do filme diziam "William Castle te avisa: este é um filme sobre UXORICÍDIO!" e, em um dos primeiros trailers do filme, Castle informou ao público que seriam instalados cintos de segurança em uma seção do cinema para os membros da plateia "que poderiam ficar assustados em seus assentos". A ideia foi abandonada antes do lançamento do filme e nunca foi realmente utilizada. O locutor no trailer do filme também diz repetidamente: "NÃO ATENDA!"

## Recepção
Howard Thompson chamou o filme de uma "expansão geralmente ampla e elaborada de uma ideia bacana"; considerou redundante o "capítulo do meio" do filme, "envolvendo o assassino despertado e rabugento", e achou que o filme deveria ter "mantido o ponto de vista impressionável dos jovens". A revista Saturday Review observou: "Infelizmente, há pouco para os olhos, ouvidos ou mente em I Saw What You Did, de orçamento extremamente baixo, de William Castle; uma tentativa de terror estrelada por Joan Crawford e John Ireland". A revista Variety escreveu: "[O filme] é uma entrada bem produzida e bem representada no campo do suspense-terror ... O menor gesto ou expressão [de Crawford] ... transmite emoção vívida".
David Harkin escreveu que "I Saw What You Did" é "um filme curioso; vai do terror violento à comédia, tudo com uma trilha sonora bizarra – um suspense noturno estranho, mas divertido".

## Mídia doméstica
O filme foi lançado pela Anchor Bay Entertainment em VHS e DVD para a Região 1 em 24 de agosto de 1999. Em 23 de maio de 2014, foi relançado pela Universal como um DVD-R exclusivo, parte da série "Universal Vault", mas dessa vez com uma apresentação full-frame.
Em 17 de maio de 2016, a Shout! Factory lançou o filme em Blu-ray através da Scream Factory, sua sub-companhia.

## Refilmagem
"I Saw What You Did" foi refeito para a televisão em 1988, com Shawnee Smith, Tammy Lauren, Candace Cameron, e Robert e David Carradine nos papéis principais.